# Sancho II. (Navarra)

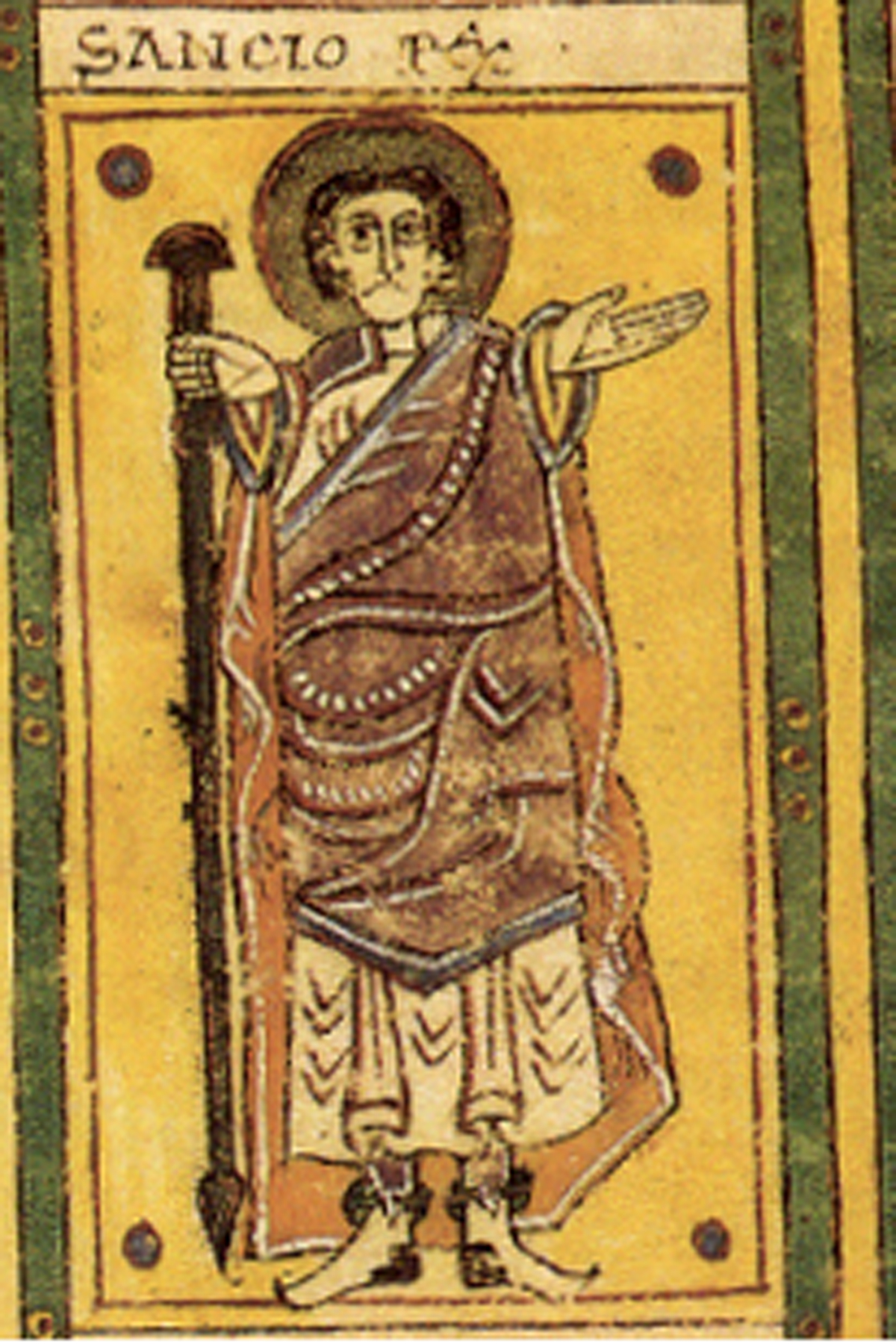
Sancho II.

Sancho II. Garcés Abarca (* 938; † Dezember 994) war Graf von Aragon und König von Navarra (970–994).
Sancho II. war Enkel des Begründers der Sánchez-Dynastie und Sohn von García I. Sánchez und von Andregoto, der Tochter des Grafen Galindo II. Aznárez von Aragón. Verheiratet war er mit Urraca Fernández, der Tochter des Grafen Fernán González von Kastilien. Damit bestanden familiäre Verbindungen zu den beiden größeren Nachbarreichen, an deren kriegerischen und diplomatischen Unternehmungen er immer wieder beteiligt war. Mit ihr hatte er den Sohn García II. Sánchez (* um 964; † 1000), aus einer außerehelichen Beziehung zudem die illegitime Tochter Abda „La Vascona“ oo Abu Amir ibn Abi Almansur. Die Herrschaft über das Grenzgebiet Viguera übertrug er seinem Bruder Ramiro Garcés. Damit war der Königstitel verbunden, der jedoch nur ein Unterkönigtum darstellte. Vor dem Tod des Kalifen al-Hakam II. im Jahr 976 reiste Sancho mehrfach an dessen Hof, bestand doch trotz der Auseinandersetzungen mit den anderen christlichen Reichen, an denen auch Sancho beteiligt war, de facto ein Bündnis zwischen Navarra und dem Kalifat.
Sancho II. musste sich ab 976 wie auch die anderen christlichen Herrscher mit ihren Reichen der ständigen Übergriffe der Araber unter al-Mansur erwehren. Sein Bruder kam schon bei einer Razzia des Qaid Halib um. 992 fiel die Burg Uncastillo in den Machtbereich Navarras. Sancho konnte den Frieden wiederherstellen und verheiratete eine seiner Töchter mit al-Mansur. Er konnte das Königreich Navarra-Pamplona einschließlich der späteren Provinzen des Baskenlandes (Álava, Guipúzcoa) und der oberen Rioja sowie westlicher Teile Aragóns nach seinem Tod seinem Sohn García II. Sánchez vererben. Bestattet ist er heute im Kloster Santa María la Real de Nájera.